# 河上哲太

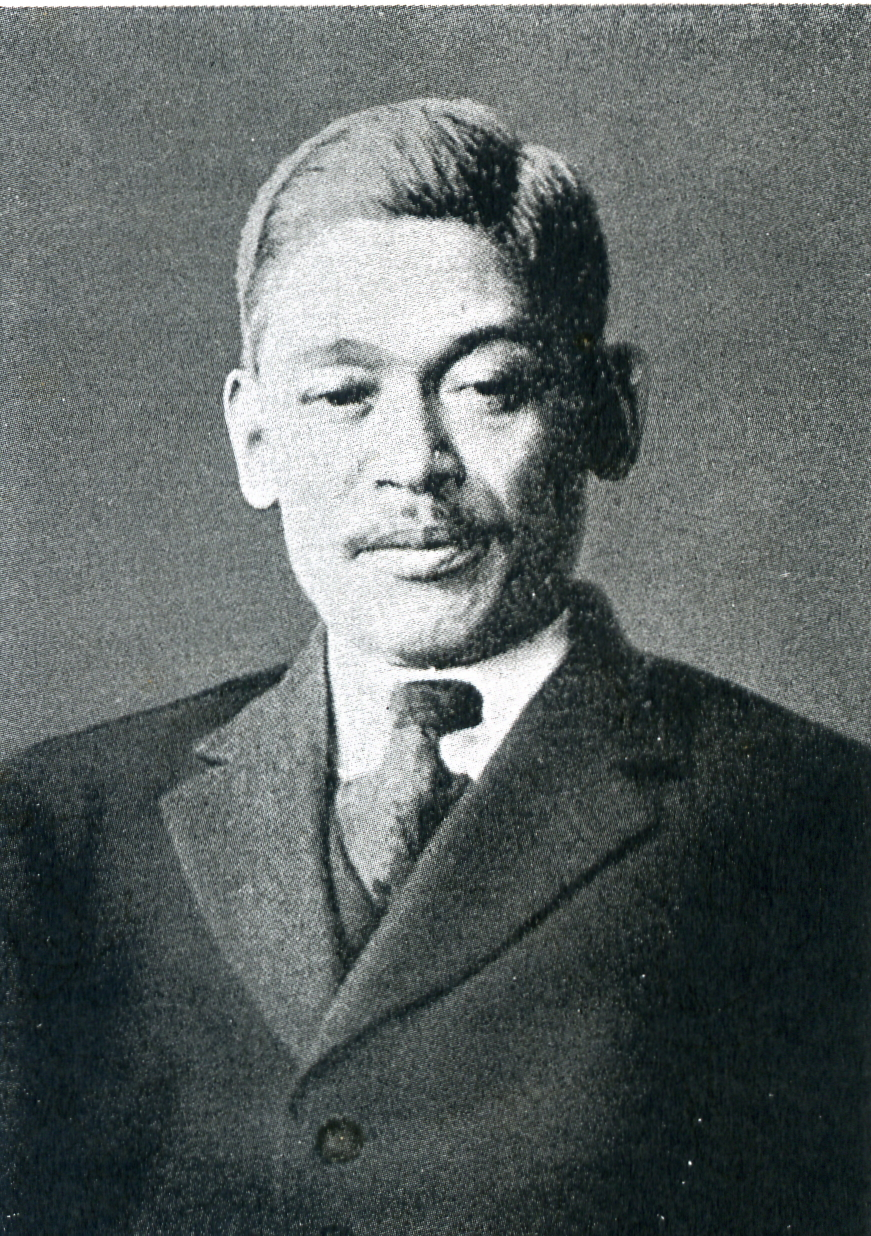
河上哲太

河上 哲太（かわかみ てつた、1881年（明治14年）10月13日 – 1952年（昭和27年）11月17日）は、衆議院議員（立憲政友会）、ジャーナリスト。

## 経歴
愛媛県周桑郡国安村（現在の西条市）出身。1905年（明治38年）、東京高等商業学校（現在の一橋大学）を卒業。卒業後は、国民新聞社に入社し、経済記者として活動。経済部長に昇った。
1917年（大正6年）、第13回衆議院議員総選挙に出馬し、当選。9回連続当選を果たした。その間、加藤高明内閣で文部参与官に就任し、その他に政友会総務を務めた。
戦後、大政翼賛会の推薦議員のため公職追放となる。1951年（昭和26年）、追放解除となるが、翌1952年（昭和27年）11月17日死去。享年72。墓所は菩提寺である、愛媛県西条市新市、臨済宗東福寺派長覚寺。不輕院浩州玄養大居士。